# Liste des genres de rock
Pour un article plus général, voir Rock.
Cet article présente une liste de genres musicaux de la musique rock, incluant les sous-genres du heavy metal, du punk et du rock alternatif.
À la fin des années 1960, un certain nombre de sous-genres identifiables de la musique rock apparaissent, notamment des hybrides tels que le blues rock, le folk rock, le country rock et la fusion jazz-rock, dont beaucoup contribuent au développement du rock psychédélique influencé par la scène psychédélique contre-culturelle.
- 2 tone
- Acid rock
- Art punk
- Art rock
- Beat
- Black metal
- Black metal symphonique
- Blues rock
- Britpop
- C86
- Canterbury sound
- Cello rock
- Cold wave
- College rock
- Comedy rock
- Country rock
- Cowpunk
- Crossover thrash
- Crunkcore
- Crust punk
- Dance-punk
- Dance-rock
- Dark cabaret
- Dark wave
- Death metal
- Death metal mélodique
- Death 'n' roll
- Death rock
- Deathcore
- Deathgrind
- Djent
- Doom metal
- Dream pop
- Drone metal
- Emo
- Folk metal
- Folk psychédélique
- Folk rock
- Freakbeat
- Funk metal
- Funk rock
- Garage punk
- Garage rock
- Glam metal
- Glam punk
- Glam rock
- Goregrind
- Gothabilly
- Grindcore
- Groove metal
- Grunge
- Gypsy punk
- Hard rock
- Hardcore mélodique
- Heavy metal
- Heavy metal traditionnel
- Horror punk
- Indie dance
- Jangle pop
- Jazz punk
- Jazz-rock
- Krautrock
- Lo-fi
- Madchester
- Mangue beat
- Math rock
- Mathcore
- Medieval rock
- Metal alternatif
- Metal avant-gardiste
- Metal celtique
- Metal chrétien
- Metal extrême
- Metal gothique
- Metal industriel
- Metal néo-classique
- Metal progressif
- Metal symphonique
- Metalcore
- Nazi punk
- Neue Deutsche Härte
- Neue Deutsche Welle
- Neo-psychedelia
- Néofolk
- New prog
- New wave
- Nintendocore
- Noise rock
- Noisecore
- No wave
- Nu metal
- Oi!
- Paisley Underground
- Piano rock
- Pinoy rock
- Pop alternative
- Pop baroque
- Pop psychédélique
- Pop indépendante
- Pop punk
- Pop rock
- Pornogrind
- Post-grunge
- Post-hardcore
- Post-punk
- Post-rock
- Power metal
- Power pop
- Protopunk
- Psychobilly
- Punk blues
- Punk celtique
- Punk folk
- Punk hardcore
- Punk rock
- Punta rock
- Queercore
- Rap metal
- Rap rock
- Rapcore
- Riot grrrl
- Rock alternatif
- Rock anticommuniste
- Rock brésilien
- Rock celtique
- Rock chrétien
- Rock électronique
- Rock expérimental
- Rock gothique
- Rock in Opposition
- Rock indépendant
- Rock industriel
- Rock instrumental
- Rock 'n' roll
- Rock néo-progressif
- Rock progressif
- Rock psychédélique
- Rock sudiste
- Rock symphonique
- Rock turc
- Rock wagnérien
- Rockabilly
- Roots rock
- Screamo
- Shock rock
- Shoegazing
- Ska punk
- Skate punk
- Sludge metal
- Soft rock
- Space rock
- Speed metal
- Stoner rock
- Street punk
- Surf rock
- Swamp pop
- Synthpop
- Synthpunk
- Thrash metal
- Thrashcore
- Twee pop
- Unblack metal
- Viking metal
- Visual kei
- Wizard rock
- Zeuhl